# Equipe Nürnberger
Equipe Nürnberger Versicherung (ab 2010 Equipe Noris Cycling) war bis einschließlich zur Saison 2009 der Name eines Nürnberger Radsportteams im Straßenradsport der Frauen. Namensgeber des UCI Women’s Team war der Hauptsponsor Nürnberger Versicherung. Aufgrund ihrer auch international dominierenden Stellung bildete das Team das Gerüst der deutschen Frauen-Nationalmannschaft im Frauen-Straßenradsport.
Bekannteste Fahrerin war die ehemalige Straßenweltmeisterin Regina Schleicher, die 2009 ihre Karriere beendete. Daneben gehören die deutsche Vizeweltmeisterin Trixi Worrack und Edita Pučinskaitė (Litauen) zu den Aushängeschildern der Mannschaft.
Manager des Teams war Herbert Oppelt. Die sportliche Leitung des Teams übernahm Ex-Nationaltrainer Jochen Dornbusch (kurz: JoDo) von Jens Zemke. Dornbusch verließ das Team Ende Juni 2010. Sein Nachfolger wurde der Niederländer Thijs Rondhuis.
Im August 2009 wurde im Yachtunternehmen „Skyter“ ein neuer Hauptsponsor für das Team gefunden. Anfang Dezember 2009 gab das Unternehmen überraschend seinen Rückzug bekannt. In der Saison 2010 ging das Team daher unter dem Namen „Equipe Noris Cycling“ an den Start. Der Name wurde von der lateinischen Bezeichnung für Nürnberg, Noricum, abgeleitet. Mit Ablauf der Saison 2010 löste sich das Team auf.